# Palle Hagmann
Palle Oluf Stein Hagmann-Petersen, född 2 september 1916 i Köpenhamn, Danmark, död 8 maj 1974 i Gottsunda församling, Uppsala län, var en dansk-svensk skådespelare och varietékonstnär. Han var en "charmig och begåvad bedragare som kunde prata sig ur till synes omöjliga situationer, hans liv innehöll fars och tragedi", enligt beskrivningen till dokumentären I lånta skor genom Sahara som handlar om hans liv.

## Biografi

### Barndomen
Palle Hagmann föddes i Köpenhamn; hans biologiska föräldrar Nicolai Hansen Marius och Johanne Kathrine Marie Marius (f. Stein) hade tidigare spelat på en friluftsteater tillsammans. Modern som bara var 16 år avled i lunginflammation en vecka efter förlossningen och Palle Hagmann kom efter en tids vistelse på barnhem till det barnlösa Köpenhamnsparet Alfred Pedersen, en försäkringsman på 65 år, och hans hustru sedan 15 år Antoinette Hagmann, 33 år. De adopterade honom.
Inspirerad av en bilderbok arrangerade den femårige Palle Hagmann en dockteater i adoptivfamiljens sommarhus vid södra Jyllands västkust. Han hämtade tändstickor och tände en brasa i en eldstad han gjort till sin pjäs. Innan han visste ordet av brann hans dockteater och snart hela huset. Fadern omkom och den chockade modern kunde inte längre ta hand som sin adoptivson.
Nya fosterföräldrar blev tulldirektören Johan Hagmann och hans hustru Siska i Köpenhamn som var avlägsna släktingar till adoptivföräldrarna. Palle Hagmann var i 14-årsåldern i full gång med att arrangera en teater; för att finansiera arrangemanget stal han fosterföräldrarnas böcker och sålde till antikvariat. Traktens ungdomar som han rekryterat för pjäsen protesterade och hotade med att avslöja Hagmanns stölder. Full kalabalik uppstod. Han gjorde också familjens 14-åriga jungfru gravid.

### Liv och verksamhet
Palle Hagmann uppträdde år 1935 i Kabaret Faust i Vestervoldgade tillsammans med Bubby Lundstrøm och Gunnar Bigum. Han skrev texter till kabarén tillsammans med Arne Westermann och Mogens Linck. Med Westermann skrev han också sommarkomedin "Weekend", som 1938 uppfördes på Nye sommerteater på Furesø-Bad i Fiskebæk.
Han fick justitieministerns bidrag att för en afton uppföra en revy i Riddersalen, för vilken han fick lysande recensioner och föreställningen fick återuppföras. Som skådespelare uppträdde han i Zigeunerhallen och medverkade i vinterrevyen "På samlerbånd" på Moulin Rouge i Vejle säsongen 1938–1939.
Vintersäsongen 1939–1940 engagerades han som konstnärlig ledare för Ritz och tillsammans med Arne Westermann skrev han Ritz-Revyen 1939 "Vore egne Tyrolere", i vilken han själv medverkade liksom Elga Olga, Inger Morville och Martin Stander. År 1940 började han som revydirektör men arbetet blev ingen framgång och föreställningar fick ställas in. År 1941 medverkade han i revykabarén "Opad" på Ritz och i juli 1943 i en varieté på Københavnerkroen. Palle Hagmann skrev texten till sången "Husk du skal være en god lille dreng", som spelades in på grammofonskiva.
Palle Hagmann kom till Sverige på 1940-talet. Han drog fulla hus på Chinateatern och träffade då sångerskan Ingrid Arehn som kom att bli hans tredje hustru. Åtta år senare erbjöds han att sätta upp en internationell varieté på en teater i Helsingfors och skulle dessutom få gå in som delägare. Det krävde dock ett startkapital och Palle Hagmann var redan upp över öronen skuldsatt.
Ett äventyrligt liv fortsätter, där bland annat Hagmann förfalskar sin svärmors namnteckning för att få lån. Han drivs av längtan efter den stora framgången, men livet kantas i stället av svindlerier, skilsmässor och konkurser.
Palle Hagmanns liv har skildrats i sonen Mats Arehns böcker Vita lögner (1995) och Motståndsman steker fläsk (1997). Vita lögner filmatiserades år 1995. Ulrika Bengts dokumentär I lånta skor genom Sahara från 1994 handlar också om Palle Hagmanns liv.

### Familj
Palle Hagmann var gift fem gånger och hade elva barn. Första äktenskapet var från 1937 med Gerda Hansigne Gliese (född 1917), andra äktenskapet var med danska sångerskan och radioprofilen Inge Aasted (1918–1981), omgift med Ole Monty, och tredje äktenskapet var med sångerskan och skådespelaren Ingrid Arehn (1921–1991), dotter till skådespelaren Nils Arehn och Karin Bergqvist samt styvdotter till konstnären Bertil Bull Hedlund.

## Teater

### Roller (ej komplett)
| År   | Roll        | Produktion                            | Regi             | Teater      |
| ---- | ----------- | ------------------------------------- | ---------------- | ----------- |
| 1938 | Medverkande | Moulin Rouge Teatret, Åboulevarden 35 |                  |             |
| 1938 | Medverkande | Moulin Rouge, Vejle                   |                  |             |
| 1939 | Medverkande | Ritz                                  |                  |             |
| 1939 | Medverkande | Cirkusrevyen                          |                  |             |
| 1940 | Medverkande | Frederiksberg Teater                  |                  |             |
| 1944 | Medverkande | Tredje taggen, revy Staffan Tjerneld  | Per-Axel Branner | Nya Teatern |

## Filmografi i urval

### Regissör, producent och skådespelare
- 1947 – Tåg norrut